# Dimitrios Komnos
Dimitrios Komnos (griechisch Δημήτριος Κομνός, * 1. Februar 1993) ist ein griechischer Fußballspieler.

## Laufbahn
Der Abwehrspieler kam in jungen Jahren von Levadiakos zu Olympiakos Volos, dort spielte er von 2012 bis 2014 in der zweitklassigen Football League. Mit Olympiakos qualifizierte er sich zweimal für die Aufstiegsrunden zur griechischen Super League, 2013/14 scheiterte man knapp im Playoff-Endspiel an Skoda Xanthi. Danach wechselte Komnos zu Panionios Athen und spielte in den folgenden Jahren für kleinere Vereine, u. a. PAS Lamia 1964, AE Kifisia und Ethnikos Filippiadas.
Im Sommer 2016 wechselte er nach Deutschland zum Oberligisten SV Merseburg 99. Nach einer Saison schloss er sich dem Ligarivalen VFC Plauen an. In der Winterpause 17/18 verpflichtete ihn der Regionalligist FC Oberlausitz Neugersdorf für die Rückrunde, nach einem halben Jahr kehrte er zum VFC Plauen zurück. Zur Saison 2019/20 wechselte er in die Regionalliga Nordost zum SV Babelsberg 03.